# Stumme Schreie (1982)
Stumme Schreie ist ein Film über die Wandinschriften des Warschauer Gestapokellers, in dem durch Verhöre und Folterungen der Widerstandswille der polnischen Untergrundbewegungen gebrochen werden sollte.

## Handlung
Der Film ist Teil eines Medienpakets (Film, Ausstellung, Buch) und rückt die Wandinschriften des Warschauer Gestapokellers in der Aleja Szucha 25 ins öffentliche Bewusstsein. Dies erscheint besonders wichtig in einer Medienlandschaft, die, von Reizüberflutung geprägt, eine intensive Beschäftigung mit dem gesellschaftlichen Problem ‘Hitler-Faschismus’ gerne verdrängt.
Das Medienpaket „Stumme Schreie“ trägt dazu bei, den Faschismus visuell, analytisch und emotional zu vergegenwärtigen, um wiederaufkommenden Tendenzen entgegenzuwirken.
Jedes Medium – Film/Ausstellung/Buch – hat seine spezifischen Möglichkeiten, sich an den Rezipienten zu wenden:
1. Der Film „Stumme Schreie“ konzentriert sich ausschließlich auf die Wandinschriften, deren existentielle Aussagen, verbunden mit der Musik, sich emotional an den Zuschauer wenden.
2. Die Ausstellung „Stumme Schreie“ besteht aus 50 Großfotos der Wandinschriften, Kurzinformationen und Texten über den Gestapokeller (Berichte Überlebender, herausgeschmuggelte Briefe etc.). Der Besucher kann die Fototafeln genau betrachten und deren visuelle Präsenz auf sich wirken lassen, und sich von dem Inhalt der übersetzten Wandinschriften bewegen lassen.
3. Das Buch (Katalog) „Niemand denkt an mich und weiß von mir“ ist ein Fotobuch, das die Aufnahmen zeigt, auf denen auch der Film basiert. Ausführliche Berichte von ehemaligen Inhaftierten stellen die Wandinschriften in einen konkreten geschichtlichen Zusammenhang und belegen verschiedene Formen des Widerstandes. Andere Artikel – Symbolerklärungen, Hintergrundinformationen – verdichten den kulturellen Bezug.

## Inhalt
In den Gestapokeller in der Aleja Szucha (Warschau) kamen während der Okkupationszeit Polens (1939–1944) politische Häftlinge des „Pawiak“-Gefängnisses, aber auch willkürlich Von-der-Straße-weg-Verhaftete. Der Weg vieler, die die Folterungen überstanden, führte in eines der Konzentrations- und Vernichtungslager, oder zur sofortigen Hinrichtung im Innenhof des Gestapogebäudes.
Die Inschriften bergen die leisen Hoffnungen der Inhaftierten, nicht völlig vergessen zu werden, zeugen vom ungebrochenen Widerstandswillen und der Angst, die eigene Identität zu verlieren. Sie sprechen von Einsamkeit, Trauer, Verzweiflung... aber auch von der Kraft des Glaubens.
Der Film versucht, der Bitte eines Häftlings nachzukommen, der schrieb: „Bitte macht dies Geschehen der Öffentlichkeit bekannt!“, und gedenkt der namenlosen Opfer des Naziregimes – und aller, die wegen ihrer Überzeugung in einem der vielen Gefängnisse der Welt leiden müssen.

## Entstehungsgeschichte und Werdegang
Während der Spurensuche zu einem Film über Polen besuchten Hartmut Kaminski und Elke Jonigkeit 1980 in Warschau das ehemalige Untersuchungsgefängnis der Gestapo in der Aleja Szucha 25. Dorthin hatte sich bis zu diesem Zeitpunkt noch kein Deutscher gewagt – aber auch in Polen war das Material nahezu unbekannt. Was die jungen Filmemacher im Keller zu sehen bekamen erschütterte sie zutiefst und sie begannen die Graffiti – besser die Einkratzungen in den Wänden – genau zu studieren. Sie fotografieren die Wände und die einzelnen Zellen. Ein Museumswärter erinnert sich an eine Fotodokumentation, die kurz nach dem Krieg angefertigt wurde und versteckt in einer Schublade unveröffentlicht schlummerte. Die beiden Filmemacher dürfen diese großformatigen Negative mit nach Deutschland nehmen. Zusammen mit einem Dolmetscher analysieren sie die 1200 Fotos.
Zitat aus dem Buch „Niemand denkt an mich und weiß von mir“, Seite 10: „Beim Durcharbeiten der Fotodokumentation bemerken wir, dass vorwiegend Namen aufgenommen worden sind , wohl mit der Absicht, Adressen, Daten und Namen der Inhaftierten zu sichern. … Einige von uns selbst entdeckten Inschriften fehlen in der Dokumentation, besonders die mit religiösem Inhalt.
Wir wollen den Wunsch eines Häftlings erfüllen „Bitte macht dieses Geschehen der Öffentlichkeit bekannt!“ und planen einen Film, eine Ausstellung und ein Buch zu machen.“
Als die Filmemacher ein Jahr später im Winter 1981 erneut nach Warschau kamen, um jetzt die Zellenwände der Aleja Szucha mit der Filmkamera abzutasten, verweigerte der polnische Staat ihnen die Dreherlaubnis. Die Analyse der Fotos hatte ergeben, dass der polnische Widerstand gegen die Nazis nicht nur aus Kommunisten bestand, wie das Nachkriegspolen es darzustellen pflegte. Die drei anderen Gruppen AK (Armia Krajowa zu deutsch polnische Heimatfront), religiöse, und sozialistische Kreise waren nicht weniger – eher mehr – daran beteiligt. Das wollte damals jedoch niemand wahrhaben.
So entwickelte Hartmut Kaminski aus dem Film-Verbot die Idee, die großformatigen Fotos in Deutschland mit der Trickkamera abzufahren.
Zitat Klaus U. Reinke Düsseldorfer Hefte 1982, Seite 11:
„Die unpolemische Ruhe beim bloßen zitieren von häufig im Original winzig kleinen Wandinschriften in Bild und Textinhalt legt so die Gewichtung der Aussage ganz allein auf den Seelenzustand der Inhaftierten, der sich häufig in einer in höchstem Maß bedrückenden Poesie äußert.“
Die Verantwortlichen der Fernsehanstalten befanden 1982, dass der Film „Stumme Schreie“ für das Fernsehpublikum zu intensiv wäre und machten den Vorschlag, seine Strenge „aufzulockern“ durch Interviews mit Zeitzeugen. So entstand der Fernsehfilm „Niemand denkt an mich und weiß von mir …“, der als deutscher ARD-Beitrag 1983 zum internationalen Fernsehfestival nach Dublin (Irland) geschickt wurde.

## Kritik
… Auch daß ausgerechnet junge Deutsche diese Dokumente erstmals veröffentlichten, ist dabei bemerkenswert. Denn im heutigen Polen – der Film war zwar zum Krakauer Kurzfilmfestival im Frühjahr eingeladen worden, konnte aber dann doch nicht gezeigt werden – scheint dies nicht möglich. Den derzeitigen Machthabern dürften die Graffiti aus dem Widerstand von einst wohl immer noch (oder wieder) all zu sehr auch die Gegenwart treffen. …
Wolfgang Ruf: Deutsches Allgemeines Sonntagsblatt
Hannoversche Allgemeine Zeitung, Dezember 1982
„Tod den Deutschen!“ – „O Gott , wie sie schlagen!“ – „Niemand denkt an mich und weiß von mir ich bin einsam – 21 Jahre und muss unschuldig sterben. Wie schade, dass ich die Welt verlassen muss wo ich vom Leben noch nichts gesehen habe. Ich weiß nicht . . . doch sagt man mir, ich lebe.“. – „13 Jahre alt“ – „Ich habe nicht verraten!“ – „Bitte macht dies Geschehen der Öffentlichkeit bekannt!"
Inschriften, eingeritzt in Zellenwände mit eingeschmuggelten Gegenständen, hineingekratzt mit den Fingernägeln, manche geschrieben mit Blut. Letzte Mitteilungen aus einem Gestapokeller in Warschau. Sofort nach der Besetzung Polens entstanden hier die Folterkammern, in denen der Widerstandswille der Untergrundorganisation zerbrochen werden sollte. Wer die Marter überstand, kam zumeist in eines der KZ und Vernichtungslager oder gleich zur Hinrichtung in den Innenhof.

## Festivals
- 28. Westdeutsche Kurzfilmtage, Oberhausen 1982
- Friedberger Filmtage – Tage des internationalen religiösen Film, 1982
- Trondheim, Norwegen 1982 („Das beste von Tampere, Lille und Oberhausen“)
- Internationale Kurzfilmfestspiele, Kraków (Polen) 1983

## Auszeichnungen
- Preis der Mitarbeiter der 28. Westdeutschen Kurzfilmtage, Oberhausen 1982
- 1. Preis der Friedberger Filmtage, Tage des internationalen religiösen Films, 1982
- FBW: Besonders wertvoll, 1983